# Роккингер, Людвиг
Людвиг Роккингер (нем. Ludwig von Rockinger, 29 декабря 1824, Вюрцбург — 24 декабря 1914) — немецкий историк права; состоял профессором в Мюнхене и заведовал баварским тайным государственным архивом.
Роккингер много сделал для истории Баварии и Пфальца; сюда относятся его введение к сочинению Г. Ф. Лерхенфельда: «Altbayrische landständische Freibriefe» (Мюнхен, 1853), исследования в «Quellen und Erörterungen zur bayrischen und deutschen Geschichte» (тт. 7 и 9, 1856—1858 и 1863—1864), «Abhandlungen» и «Sitzungsberichte» баварской Академии и др., а также речь: «Die Pflege der Geschichte durch die Wittelsbacher» (Мюнхен, 1880).
В 1871 г. венская Академия наук поручила Роккингеру издание «Швабенсшпигель», результатом чего были его труды:
- «Berichte über die Untersuchung von Handschriften des sogen. Schwabenspiegels» (Вена, 1873—1890, 15 выпусков),
- «Berthold von Regensburg und Raimund von Peniafort im sogen. Schwabenspiegel» (Мюнхен, 1877),
- «Der Könige Buch und der sogen. Schwabenspiegel» (Мюнхен, 1883),
- «Über die Abfassung des kaiserlichen Land- und Lehnrechts» (Мюнхен, 1888—1889).

Написал ещё: «Über Formelbücher vom XIII. bis zum XVI. Jahrhundert als rechtsgeschichtliche Quellen» (Мюнхен, 1855).